# Helen Lauff

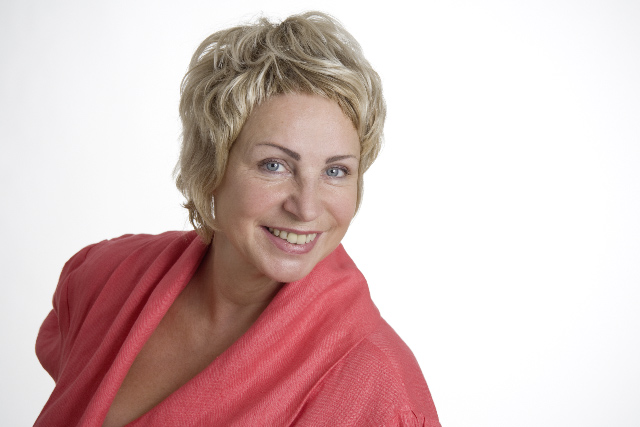
Helen Lauff (2008)

Helen Lauff (* 13. September 1953 in Essen) ist eine deutsche Bildende Künstlerin mit Schwerpunkt auf Malerei, Handzeichnungen und Papierreliefs.

## Leben und Ausbildung
Sie wuchs in Essen auf und war das vierte Kind musisch orientierter Eltern. Bereits im Kindesalter fiel die Vielfalt von Helen Lauffs Begabungen auf, die allmählich eine starke Hinwendung zur Bildenden Kunst zeigte. Der Vater war Maschinenbauingenieur; zudem war er Kunstturner und trat gelegentlich auch in dieser Funktion auf. 
Nach dem Abitur 1968 in Essen siedelt Helen Lauff nach Kiel über, um ein Studium an Christian-Albrechts-Universität in Psychologie und Pädagogik zu beginnen. Parallel dazu begann sie an der dortigen Muthesius Kunsthochschule bei Ekkehard Thieme und Fritz Bauer Freie Grafik zu studieren. Während ihrer Studien unterrichtete sie an einem Gymnasium Bildende Kunst und führte diese Tätigkeit noch etliche Jahre weiter, auch noch während ihrer mehr privat geprägten Phase, in die die Geburten ihrer drei Kinder fielen. Parallel dazu absolvierte sie eine Ausbildung an der Tanzakademie Remscheid. Es entstanden zu jeder Zeit Zeichnungen, Druckgrafiken und Malereien.

## Künstlerisches Werk
Helen Lauff illustrierte Schul- und Kinderbücher (Schwann Verlag Düsseldorf), ein Sagenbuch (Queißer Verlag, Lebach). Sie lebte und arbeitete künstlerisch in Flandern und Mittelitalien (Marche).
Nach ihrer Übersiedlung nach Berlin schrieb sie Kindererzählungen für den „Ohrenbär“ beim SFB, die auch bei der Deutschen Grammophon als Hörbücher erschienen. Dazu arbeitete sie als TV-Ansagerin und Nachrichtensprecherin bei verschiedenen Sendern in Deutschland (ARD, SR) und moderierte Klassik-Sendungen („Klassik zum Frühstück“, SFB). Es erfolgte die Vervollständigung ihres Psychologiestudiums, indem sie einen Abschluss als Heilpraktikerin und Psychotherapeutin absolvierte. Bis heute leitet Helen Lauff psychotherapeutische Seminare, wobei ihr Schwerpunkt auf Trance und Hypnose nach Klaus Mika liegt (Hoffman Prozess).
Seit 2009 liegt ihr künstlerischer Schwerpunkt auf der Schaffung außergewöhnlicher Papierreliefs, mit applizierten objets trouvés und Handzeichnungen mit einer eigenen Bildsprache. Es handelt sich um Halb- oder Dreiviertelporträts mit fiktiven Namen oder Personen bekannter Persönlichkeiten aus der Literatur-, Kunst- oder Musikszene, oder auch Fantasiegeschöpfe.
Helen Lauff bezieht für ihre Arbeiten ihre künstlerischen Inspirationen aus allen musischen Bereichen, die sie bildnerisch verarbeitet. Aber auch ihre generell vorhandene, überaus feinsinnige Beobachtungsgabe von Menschen und bestimmten Situationen ihres jeweiligen Umfeldes überträgt sie in ihre Kunst, nicht zuletzt Unterbewusstes und Unbewusstes, wobei die langjährige psychologische Arbeit mit Menschen eine große Rolle spielt.

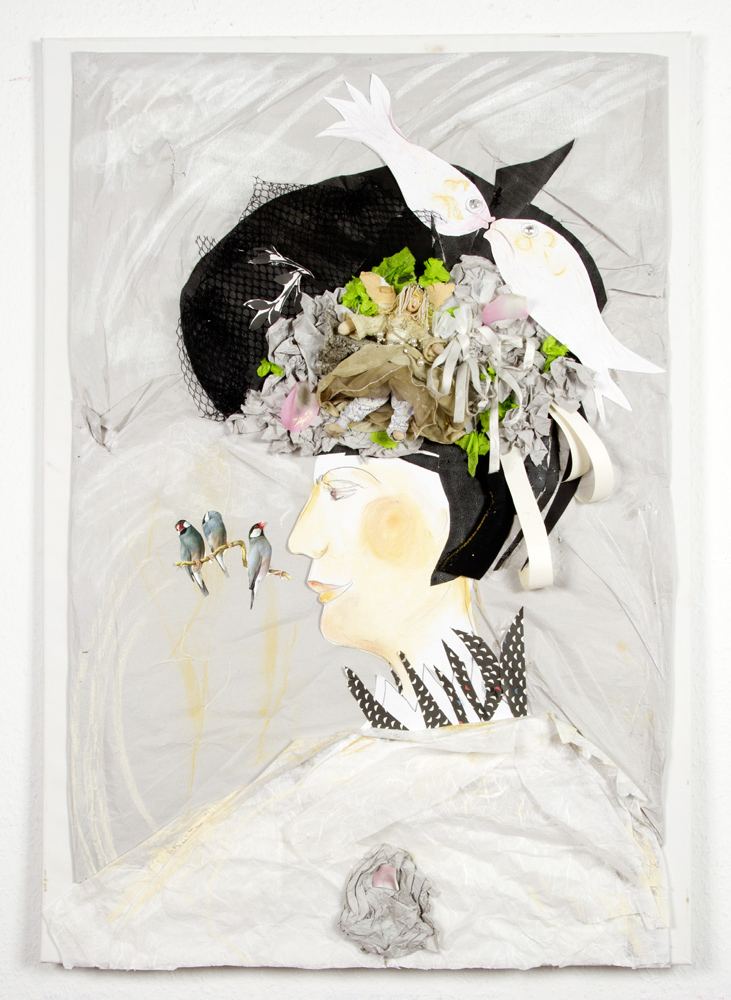
Madame Oiseau, Pasted Graphic Helen Lauff
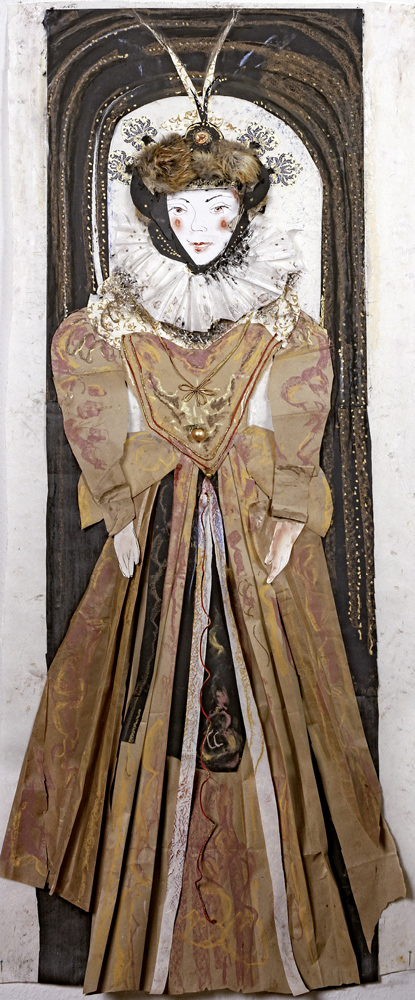
Elizabeth, Pasted Graphic Helen Lauff
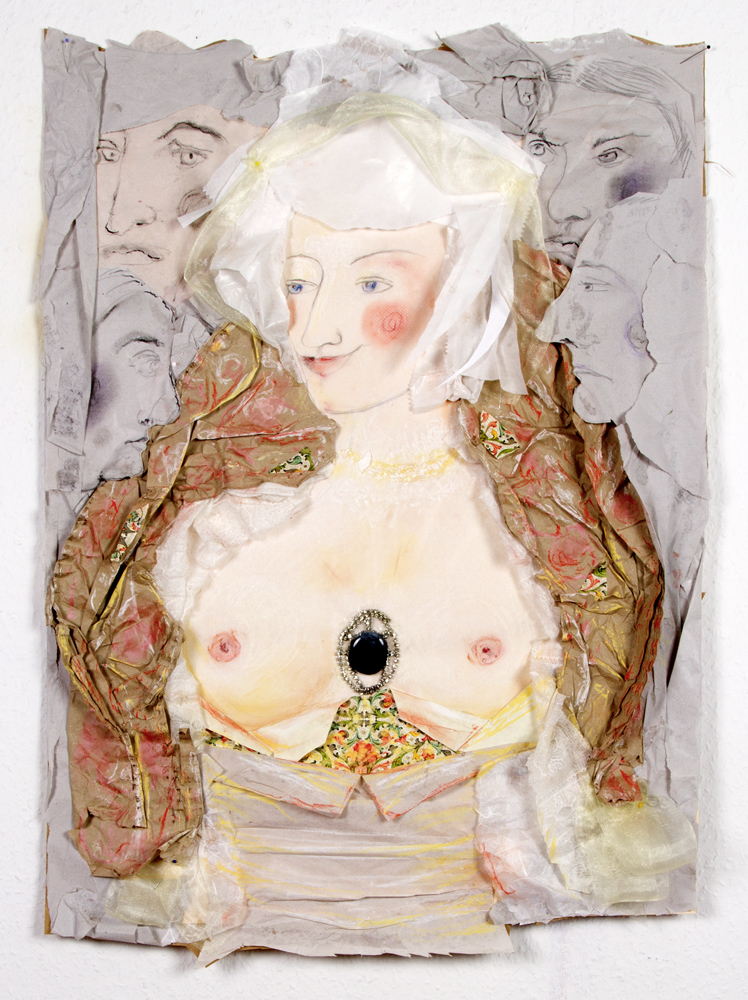
Rokoko, Pasted Graphic Helen Lauff
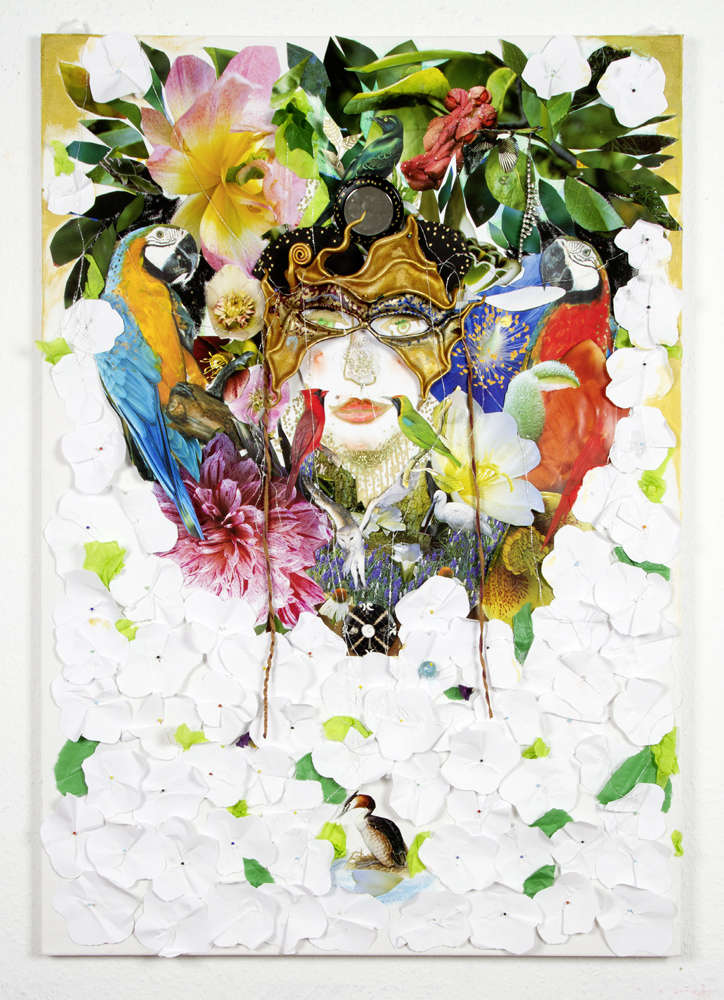
Sommernachtstraum, Pasted Graphic Helen Lauff

## Ausstellungen (Einzel- & Kollektivausstellungen)
- 1978: Bosener Mühle / Saarland
- 1979: Saarlandmuseum (In Zusammenarbeit mit dem „Wolkenschloss“)
- 2013: Galerie Pablo, St. Johann, Saarbrücken
- 2013: Galerie Q 14, Saarbrücken
- 2014: September, Casino am Staden, Saarbrücken
- 2014: November, Union Stiftung, Saarbrücken
- 2015: Januar, Kunstverein im Wasserschloss, Bad Rappenau (zusammen mit dem Bildhauer Klaus Horstmann-Czech)
- 2015: seit Januar, vertreten durch die Galerie JeanMichelBerlin, Berlin
- 2015: April, Teilnahme am Internationalen Künstler-Symposion Saarmesse vom 10.–22. April